# Synidotea fosteri
Synidotea fosteri là một loài chân đều trong họ Idoteidae. Loài này được Schotte & Heard miêu tả khoa học năm 2004.